# Вторая ачехская экспедиция
Вторая ачехская экспедиция — военная операция Нидерландов против Султаната Ачех, длившаяся с 20 ноября 1873 года по 26 апреля 1874 года в ходе конфликта, известного под названием Ачехской войны. Военная кампания закончилась победой Нидерландов.

## Предыстория
Планируя вторую экспедицию в Ачех, генерал-губернатор Нидерландской Индии Джеймс Лаудон думал поставить во главе корпуса генерала Густава Верспейка. Однако под влиянием своего адъютанта Йоханнеса Исаака де Рошмона он назначил командующим корпусом и эмиссаром правительства генерала Яна ван Свитена, которого вернул из отставки в действующую армию. Верспейк согласился с командованием Свитена, но подал в отставку сразу по возвращении из экспедиции на Яву, присоединившись к противникам Лаудона и Свитена. Одним из первых действий командующего корпусом было сокращение его численности на треть до примерно 13 000 человек (8 500 военных, 4 500 слуг и кули). Эту треть, так называемую Падангскую бригаду, он оставил в Паданге в качестве резерва. Свитен также сократил количество транспортных кораблей, повысив на них плотность, из-за чего среди солдат увеличился риск распространения холеры; 60 человек скончались по пути к месту назначения. Позднее генерал подвергся из-за этого критике, в том числе со стороны Виллема Кристиана Ньювенхейзена, участвовавшего в экспедиции в звании старшего лейтенанта. В своём первом приказе от 21 ноября 1873 года Свитен пригрозил офицерам и солдатам экспедиционного корпуса смертью, если они подожгут хоть один кампонг.

## Экспедиция
Вынужденная высадка голландцев на побережье Ачеха 9 декабря произошла из-за распространения на кораблях холеры и отсутствия питьевой воды. Однако эпидемию предотвратить не удалось. Первоначальный план генерала Верспейка состоял в том, чтобы высадить вторую часть корпуса на западном побережье Суматры, а затем подойти к кратону, дворцу султана Махмуда II Шаха, с двух сторон. Генерал Свитен отверг этот план и медленно двинулся в Пенахоенг, где военные инженеры разбили большой бивак. Голландцы находились здесь несколько дней, а затем 6 января атаковали мечеть близ кратона без предварительной разведки. Ачехцы отбили атаку и защитили конверт, простое укрепление, неизвестное голландцам. Только ценой больших потерь голландцы смогли взять мечеть, после чего на время установилось затишье.
Кратон не подвергался штурму до 24 января 1874 года. Этим воспользовались защитники дворца и покинули его. Султан оставил свою резиденцию ранее. Голландцы овладели дворцом без сопротивления. Генерал Свитен позволил военному оркестру исполнить «Те, в ком течёт голландская кровь» и раздать офицерам шампанское. Обращаясь к военным, он сказал: «Кратон наш, и гордый народ Ачеха пал перед вашей доблестью и военным искусством». Свитен посчитал войну оконченной и писал об этом в воззваниях к «побежденному» ачехскому народу. Капитан артиллерии Георг Фредерик Виллем Борель, участник и репортёр экспедиции, позднее писал, что Свитен проигнорировал тот факт, что война заканчивается только тогда, когда обе стороны соглашаются с этим.
Затем 29 января имели место несколько столкновений, 11 апреля произошло нападение ачехцев на штаб голландцев в Пенахоенге и, наконец, 16 апреля ачехцы разбили патруль голландцев под командованием майора Йоста Хендрика Ромсвинкеля. Поскольку по приказу Свитена голландцы на какое-то время прекратили патрулирование, ачехцы смогли построить укрепление в кампонге Лампо-Оек прямо под крепостными валами кратона, на которое наткнулся первый же патруль экспедиционного корпуса во главе с Ромсвинкелем. Начавшийся бой унёс жизни более 10 голландцев, которым пришлось отступить. 26 апреля 1874 года, через неделю после неудачи Ромсвинкеля, генерал Свитен отправился с основными силами на Яву, чтобы отпраздновать свою победу. 1 мая его торжественно встретил в Батавии генерал-губернатор Лаудон.

## Итоги
Из-за понесённых потерь часть экспедиционного корпуса, оставленная Свитеном в Ачехе под командованием полковника Йоханнеса Пеля, не могла продолжать наступление. Кроме того, продолжению военной кампании мешали эпидемия холеры и партизанские вылазки ачехцев. Из 8000 голландцев, вторгшихся в султанат, 1700 были убиты или умерли от болезней. Ещё 1000 человек вернулись на Яву из-за болезней или ранений.
Ачехцы не признали поражения. Завоеванная голландцами территория была лишь небольшой частью султаната, не более, чем кратон, который был переименован завоевателями в Кота-Раджа, и его окрестности. Захват резиденции султана, который умер от холеры вскоре после потери дворца, не имел существенного значения для местного населения, потому что реальная власть в Ачехе находилась не у султана, а у местной знати. Лишь немногие знатные ачехцы признали власть голландцев. Остальные продолжали партизанскую войну против захватчиков.
Через годы после Второй ачехской экспедиции некоторые из участвовавших в ней офицеров, такие как Борель, Ньювенхейзен и Верспейк, издали книгу, в которой изложили свой взгляд на события тех дней. Все они критиковали генерала Свитена, который, по их мнению, действовал слишком осторожно и упустил много возможностей. В свою очередь в другой книге генерал Свитен ответил им рядом аргументов в свою защиту.